# کلودین وایلد
کلودین وایلد (انگلیسی: Claudine Wilde؛ زادهٔ ۱۵ مارس ۱۹۶۷) بازیگر اهل آلمان است.